# 김기웅 (1957년)

김기웅(金基雄, 1957년 11월 22일~)은 대한민국의 정치인이다. 제47대 충청남도 서천군수이다.

## 학력
- 군산동고등학교 졸업
- 군산대학교 해양과학대학 해양생명과학 학사
- 공주대학교 경영대학원 경영학 석사

## 경력
- 1986.06 ~ 2022.06: 해양선박 대표이사
- 2008.08 ~ 2014.03: 서천군수산업협동조합 조합장
- 2009.03 ~ 2022.06: (사)홍성지역범죄피해자지원센터 부이사장
- 2012.07 ~ 2013.06: 국제라이온스협회 356-F 충남세종지구 총재
- 2014.10 ~ 2022.06: 보령해양경찰서 정책자문위원회 위원장
- 2018.01 ~ 2019.02: 한국해운대리점협회 회장
- 2019.02 ~ 2021.06: 한국예선업협동조합 이사장
- 2019.02 ~ 2021.06: 한국해양산업총연합회 부총재
- 윤석열 후보 선거대책위원회 서천군 총괄위원장
- 2022.07 ~ : 제47대 민선 8기 충청남도 서천군수

## 역대 선거 결과
|  | 33.50% |

|  | 30.89% |

|  | 51.80% |

| 전임 노박래 | 제47대 충청남도 서천군수 2022년 7월 1일~ |  |